# Séverin Rzewuski
Séverin Rzewuski, en polonais Seweryn Rzewuski, né le 13 mars 1743 au château de Pidhirtsi et mort le 11 décembre 1811 à Vienne, est un magnat de la république des Deux Nations (Pologne et Lituanie), qui a notamment été hetman de la Couronne. 
Longtemps opposé à la Russie, il adhère en 1792 à la confédération de Targowica, ligue favorable à l'intervention russe en Pologne : il est dès lors considéré comme un traître par les patriotes, notamment pendant l'insurrection de 1794.

## Biographie
En 1768, il est  fait prisonnier  par les Russes, en même temps que son père Wenceslas Rzewuski, en raison de leur opposition à la politique de Catherine II vis-à-vis de la Pologne.
De retour en 1773, il fait cause commune avec le parti patriotique. 
En 1792, il est pourtant un des signataires de l'acte de Targowica, qui fait appel à la Russie pour abolir la constitution du 3 mai 1791. Après la guerre russo-polonaise de 1792 et la victoire des Russes, il s'oppose cependant au deuxième partage de la Pologne et s'exile en Autriche.
En 1794, pendant l'insurrection de Kościuszko, ses biens sont confisqués par les insurgés qui le pendent en effigie. 
Il termine sa vie à Vienne.

## Source
Marie-Nicolas Bouillet  et Alexis Chassang (dir.), « Séverin Rzewuski » dans Dictionnaire universel d’histoire et de géographie, 1878 (lire sur Wikisource)